# Zapuntel
Zapuntel – wieś w Chorwacji, w żupanii zadarskiej, w mieście Zadar. W 2011 roku liczyła 42 mieszkańców.